# Puncturella
Puncturella är ett släkte av snäckor som beskrevs av Lowe 1827. Puncturella ingår i familjen nyckelhålssnäckor.

## Dottertaxa tillPuncturella, i alfabetisk ordning[1][2]
- Puncturella abyssicola
- Puncturella acuminata
- Puncturella agger
- Puncturella antillana
- Puncturella asturiana
- Puncturella billsae
- Puncturella borroi
- Puncturella brychia
- Puncturella caryophylla
- Puncturella circularis
- Puncturella cooperi
- Puncturella cucullata
- Puncturella decorata
- Puncturella erecta
- Puncturella expansa
- Puncturella galeata
- Puncturella larva
- Puncturella longifissa
- Puncturella major
- Puncturella multistriata
- Puncturella noachina
- Puncturella oxia
- Puncturella pacifica
- Puncturella pauper
- Puncturella plecta
- Puncturella profundi
- Puncturella punctocostata
- Puncturella rothi
- Puncturella sportella
- Puncturella tenuicola
- Puncturella trifolium